# Chionodraco rastrospinosus
El pez de hielo ocelado (Chionodraco rastrospinosus) es un pez de la familia Channichthyidae. Este pez vive en las aguas heladas de la Antártida y es conocido por tener una sangre transparente, libre de hemoglobina.
C. rastrospinosus vive en el océano Antártico, a una profundidad de hasta 1 kilómetro. En promedio, este pez mide 30 centímetros, pudiendo llegar a crecer hasta 52 centímetros. Los peces de hielo ocelados adultos se alimentan de kril y otros peces.
Las larvas miden 17 milímetros de largo cuando eclosionan, y crecen alrededor de 2 milímetros por semana. La etapa larvaria dura hasta 18 meses, durante los cuales se alimentan principalmente de kril. Estos peces se vuelven sexualmente maduros a los cuatro años, y normalmente viven unos ocho años; aunque algunos llegan a vivir hasta doce. En el otoño antártico, el  C. rastrospinosus  migra hacia aguas poco profundas para desovar a una profundidad de entre 200 a 300 metros. Los  huevos se dispersan y eclosionan seis meses después, alrededor del mes de abril.

## Color de la sangre
La hemoglobina es la molécula que le da a la sangre oxigenada su color rojo. A diferencia de otros vertebrados, los peces de la familia Channichthyidae no usan la hemoglobina para transportar el oxígeno a sus cuerpos; en cambio, usan la pequeña cantidad de oxígeno que se disuelve en el plasma sanguíneo. En el 2011, el Parque de Vida Marina de Tokio afirmó que la especie C. rastrospinosus tenía la sangre totalmente transparente "como agua clara", después de haber diseccionado un espécimen. En 1954, Joham Ruud descubrió que la especie Chaenocephalus aceratus, otro miembro de esta familia, tenía una sangre de coloración casi transparente; en contraste con la sangre amarillenta de los otros miembros. Tanto C. aceratus como C. rastrospinosus  no logran expresar la α-globina del adulto, α1, debido al mismo truncamiento 5' del gen; y han perdido por completo el gen de la β-globina. Zhao et al. propuso que un pez ancestral de la familia Channichthyidae perdió la expresión de ambos genes a través de una sola mutación. Los peces de hielo antárticos también tienen muy pocos eritrocitos. Se cree que estos peces se beneficiaron de la pérdida de eritrocitos contenedores de hemoglobina, obteniendo una sangre menos viscosa y más sencilla de bombear. Por otra parte, estos peces compensan esta pérdida con tasas metabólicas más bajas, branquias más grandes, piel sin escamas que favorecen más el intercambio gaseoso, capilares más anchos y un aumento significativo del volumen sanguíneo y el gasto cardíaco.

## En cautiverio
El Parque de Vida Marina de Tokio tiene el único pez cautivo. Un par macho y hembra de peces fueron donados, junto con otras especies, por parte de pescadores del barco de arrastre Fukuei-maru, como parte de un programa para recolectar la captura accesoria.
En enero del 2013, la hembra desovó, y para el 7 de mayo, el primer huevo eclosionó, seguido de aproximadamente 20 larvas más en las siguientes dos semanas. Anteriormente, se han conservado especímenes vivos para la investigación científica en otros lugares.